# Giro del Friuli 1994
Il Giro del Friuli 1994, ventunesima edizione della corsa, si svolse il 18 maggio 1994 su un percorso di 198 km. La vittoria fu appannaggio dell'ucraino Volodymyr Pulnikov, che completò il percorso in 5h12'00", alla media di 38,25 km/h, precedendo il danese Rolf Sørensen e l'italiano Mario Chiesa.

## Ordine d'arrivo (Top 10)
| Pos. | Corridore            | Squadra                         | Tempo    |
| ---- | -------------------- | ------------------------------- | -------- |
| 1    | Volodymyr Pulnikov   | Carrera Jeans-Tassoni           | 5h12'00" |
| 2    | Rolf Sørensen        | GB-MG Maglificio-Bianchi        | s.t.     |
| 3    | Mario Chiesa         | Carrera Jeans-Tassoni           | a 0'02"  |
| 4    | Alberto Volpi        | Gewiss-Ballan                   | s.t.     |
| 5    | Fabrizio Settembrini | Navigare-Blue Storm             | s.t.     |
| 6    | Dmitrij Konyšev      | Jolly Club Componibili-Cage     | a 0'14"  |
| 7    | Alessandro Bertolini | Carrera Jeans-Tassoni           | s.t.     |
| 8    | Silvio Martinello    | Mercatone Uno-Medeghini-Juvenes | s.t.     |
| 9    | Andrea Ferrigato     | ZG Mobili-Selle Italia          | s.t.     |
| 10   | Stefano Checchin     | Carrera Jeans-Tassoni           | s.t.     |